# Marlon Felter
Marlon Felter est un ex-footballeur international surinamien, né le 21 juillet 1978. Il évoluait au poste de défenseur.

## Biographie

### Carrière en sélection
Felter détient le record de sélections (48) en équipe du Suriname. Il y évolue de 2004 à 2011, en participant notamment aux qualifications pour les Coupes du monde de 2006, 2010 et 2014 (19 matchs, 4 buts).
Il prend sa retraite internationale après une victoire 2-0 obtenue contre Curaçao, le 4 décembre 2011, dans le cadre du tournoi ABCS.

#### Buts en sélection
| Buts en sélection de Marlon Felter | Buts en sélection de Marlon Felter | Buts en sélection de Marlon Felter      | Buts en sélection de Marlon Felter | Buts en sélection de Marlon Felter | Buts en sélection de Marlon Felter | Buts en sélection de Marlon Felter |
|                                    | Date                               | Lieu                                    | Adversaire                         | Score                              | Résultat                           | Compétition                        |
| ---------------------------------- | ---------------------------------- | --------------------------------------- | ---------------------------------- | ---------------------------------- | ---------------------------------- | ---------------------------------- |
| 1.                                 | 28 février 2004                    | Trinidad Stadion, Oranjestad (Aruba)    | Aruba                              | 1-0                                | 2-1                                | QCM 2006                           |
| 2.                                 | 27 mars 2004                       | National Stadion, Paramaribo (Suriname) | Aruba                              | 3-0                                | 8-1                                | QCM 2006                           |
| 3.                                 | 27 mars 2004                       | National Stadion, Paramaribo (Suriname) | Aruba                              | 6-1                                | 8-1                                | QCM 2006                           |
| 4.                                 | 27 mars 2004                       | National Stadion, Paramaribo (Suriname) | Aruba                              | 7-1                                | 8-1                                | QCM 2006                           |
| 5.                                 | 9 août 2008                        | Blairmont Ground, Berbice (Guyana)      | Dominique                          | 1-1                                | 3-1                                | CAR 2008                           |

NB : Les scores sont affichés sans tenir compte du sens conventionnel en cas de match à l'extérieur (Suriname-Adversaire).

## Palmarès

### En club
FCS Nacional
- Vainqueur de la Coupe du Suriname en 2005.
- Vainqueur de la Coupe du Président en 2005.

 Walking Bout Company
- Champion du Suriname en 2009.
- Vainqueur de la Coupe du Suriname en 2009.
- Vainqueur de la Coupe du Président en 2009.

### Distinctions individuelles
- Joueur surinamien de l'année en 2011[3].